# مرد مورچه‌ای (اسکات لنگ)
مرد مورچه‌ای (به انگلیسی: Ant-Man) با نام اصلی اسکات ادوارد هریس لنگ، یک کاراکتر ابرقهرمان در کتاب‌های کامیک منتشرشده توسط مارول کامیکس است که توسط دیوید میکلینی و جان بیرن خلق شده‌است و برای اولین بار در شمارهٔ ۱۸۱ انتقام‌جویان، در مارس ۱۹۷۹ حضور پیدا کرد. او دومین شخصیت ابرقهرمان در جهان مارول به‌شمار می‌رود که از عنوان مرد مورچه‌ای استفاده می‌کند. اسکات لنگ یک متخصص الکترونیک بود که قادر به تأمین مایحتاج خانواده خود نبود و به همین سبب از استعدادش در کارهای نادرستی همچون دزدی و سرقت استفاده کرد.

## فیلم ها
پل راد بازیگری است که نقش مرد مورچه ای (اسکات لنگ) را در فیلم های زیر ایفا کرده است:
- مرد مورچه‌ای (۲۰۱۵)
- کاپیتان آمریکا: جنگ داخلی (۲۰۱۶)
- مرد مورچه ای و زنبورک (۲۰۱۸)
- انتقام‌جویان: پایان بازی (۲۰۱۹)
- مرد مورچه‌ای و زنبورک: شیدایی کوانتومی (۲۰۲۲)